# Ivánovskaya (Krasnodar)
Ivánovskaya (del ruso: Ивановская) es una stanitsa del raión de Krasnoarméiskaya, en el sur de Rusia. Está situada en el delta del Kubán, cerca de la orilla derecha de su distributario Anguélinski y a orillas de uno de sus brazos muertos, 22 km al sudeste de Poltávskaya y 51 al noroeste de Krasnodar, la capital del krai.  Tenía 9 473 habitantes en 2010 y 195 km².
Es cabeza del municipio Ivánovskoye. 

## Historia
Fue fundada en 1794 como uno de los primeros asentamientos de los cosacos del Mar Negro en el Kubán. Fue designada stanitsa en 1842. Hasta 1920 formaba parte del otdel de Temriuk del óblast de Kubán. Durante la Gran Guerra Patria, aquí se hallaba el 46.º Regimiento Aéreo de Bombardeo Femenino.

## Demografía
| 1995   | 2002  | 2010  |
| ------ | ----- | ----- |
| 10 115 | 9 295 | 9 473 |

### Composición étnica
De los 9 295 habitantes que tenía en 2002, el 95.1 % era de etnia rusa, el 1.8 % era de etnia ucraniana, el 0.6 % era de etnia armenia, el 0.4 % era de etnia gitana, el 0.4 % era de etnia bielorrusa, el 0.3 % era de etnia tártara, el 0.1 % era de etnia alemana, el 0.1 % era de etnia azerí, el 0.1 % era de etnia georgiana y el 0.1 era de etnia adigué

## Educación, cultura y lugares de interés
La localidad cuenta, a nivel cultural-educativo con una Casa de Cultura, una escuela musical, tres escuelas medias de enseñanza general y cuatro parvularios infantiles. El brazo muerto del Kubán, llamado limán Velikói, es un lugar de recreación estival tanto para bañistas como pescadores. En los alrededores se hallan un total de dieciséis kurganes escitas, que despiertan el interés de los investigadores. Cabe destacar la Iglesia de Vsej Skorbiashchij Radostei, construida en 1854, la casa del héroe de la guerra civil Dmitri Zhloba.

## Economía
El principal sector económico de la localidad es la agricultura (las principales empresas son OOO SJP im. Lukianenko y OOO SJP im. Lénina, y además hay otras seis granjas pequeñas). En la localidad también cabe destacar la existencia de dos fábrica de ladrillos.

## Servicios sociales
En la población se hallan tres escuelas, dos jardines de infancia, un punto de enfermería, una Casa de Cultura, una biblioteca, una escuela de artes.

## Personalidades
- Pável Lukiánenko (1901-1973), miembro de la Academia de Ciencias de la Unión Soviética.